# 살인자ㅇ난감
《살인자ㅇ난감》(살인자이응난감, 영어: A Killer Paradox)은 넷플릭스에서 2024년 2월 9일 공개된 대한민국의 범죄 스릴러 드라마이다. 동명의 네이버 웹툰을 원작으로 한다.

## 드라마 소개
우연히 살인을 시작하게 된 평범한 남자와 그를 지독하게 쫓는 형사의 이야기

## 제작진

### 제작사
쇼박스, 렛츠필름

### 연출
- 이창희: 영화 《사라진 밤》(감독&공동각본&각색), OCN 주말 10부작 미니시리즈 《타인은 지옥이다》(연출) 등 연출

### 극본
- 김다민: 영화 《사노라면》(타이틀 디자인), 영화 《미열》(각본&감독&편집), 영화 《억수》(감독), 영화 《오늘영화》(스크립터), 영화 《레슬러》(연출부), 영화 《박화영》(연출부), 영화 《악인전》(연출부), 영화 《웅비와 인간 아닌 친구들》(감독), 도서 《나는 바나나다(카카오페이지×아작)》(집필), 도서 《영어로 뭐게요 대머리가(#여성작가#SF소설집)》(집필), 영화 《막걸리가 알려줄거야》(감독) 등 연출 및 집필

### 프로듀서
- 김지연: 영화 《다음소희》 공동제작, 2023년 Crankup film

### 촬영
- 영화 촬영 박세승

### 미술
- 영화 미술 이나겸

## 등장 인물

### 주요 인물
- 최우식: 이탕 역 - 본작의 메인 주인공. 우상대학교 학생, 도피성 워킹홀리데이를 준비중에 예상치 못한 상황에 맞닥뜨린다.
- 손석구: 장난감 역 (아역: 강지석, 장지안) - 본작의 메인 주인공. 대전 북부 경찰서 강력1팀 형사
- 이희준: 송촌 역 - 본작의 서브 주인공.

### 주변 인물

#### 이탕의 주변 인물
- 김요한: 노빈 역 - 이탕의 살인을 도와주는 조력자이며, 컴퓨터 관련 지식이 해박한 해커이다.
- 최선우: 경환 역 - 이탕의 고등학교 동창, 대학교 동기

##### OS25 편의점
- 박지한: 정강효 역 - 이탕이 일하고 있던 편의점 점장
- 정회린 : 은선 역

##### 이탕의 가족
- 허선행: 이탕 아버지 역
- 오민애: 이탕 어머니 역
- 김민주: 이영 역 - 이탕의 누나

### 경찰
- 권다함: 안용재 역 - 대전 북부 경찰서 강력 1팀 형사, 난감의 후배
- 현봉식: 박충진 역 - 대전 북부 경찰서 강력 1팀 형사
- 박경근: 박광수 역 - 대전 북부 경찰서 형사과장, 갑수의 후배이자 난감을 아들처럼 여기고 있다.
- 이지훈 : 문명준 역 - 신임 형사과장
- 오혜원 : 이유정 역 - 특별수사대 프로파일러, 4개월 만에 해체되었다.
- 장준휘: 강력계 1팀장 역 - 대전 북부 경찰서 강력 1팀장
- 오현수: 강력계 2팀장 역 - 대전 북부 경찰서 강력 2팀장
- 최윤석: 이창택 역 - 대전 북부 경찰서 강력 1팀 형사
- 이상원: 김준혁 역 - 대전 북부 경찰서 지능 범죄 수사팀 형사

### 이탕에게 살해된 자들
- 조현우: 여부일(김명진)역 - 편의점에서 이탕을 설득했던 친절한? 인물이자 그의 첫 희생자
- 정이서: 선여옥 역 - 이탕의 첫 살인을 목격한 인물
- 서재권: 강재준 역 - 자신의 머리에 껌을 붙였던 난감을 비롯, 경찰에게 유감을 갖고 있던 고등학생
- 백유성: 이진성 역 - 재준과 동창, 그의 부모가 가진 권력에 빌붙어 비행을 일삼는 학생
- 남진복: 지경배 역 - 검사
- 미상 : 노의펄 역

### 피해자들
- 문영동: 이광훈 역 - 공사장 현장감독, 편의점에서 이탕에게 시비를 걸었던 인물
- 이소원: 강연서 역
- 이중옥: 강상묵 역 - 강연서의 아버지
- 노재원: 하상민 역 - 경아의 초등학교 동창
- 임세주: 최경아(최인선) 역
- 한지안 : 형지수 역 - 부연건설 형정국 회장의 손녀
- 승의열 : 형정국 역 - 부연건설 회장

### 그 외 인물
- 이주원: 장갑수 역 - 전직 경찰, 난감의 아버지
- 양말복: 신정희 역 - 난감의 어머니
- 장선 : 재순 역
- 오우리 : 미영 역
- 한윤지 : 현지 역 - 상민의 약혼녀
- 최미금 : 동아리 선배 역
- 주인영: 강재준의 어머니 역

### 기타 인물
- 안예은 : 아나운서 1 역
- 안지환 : TV 성우 역
- 안진솔 : 구급대원 역
- 나경철 : 아나운서 2 역
- 염지혜 : 아나운서 3 역
- 김장환 : 아나운서 4 역
- 김경정 : 아나운서 5 역
- 이자경 : 간호사 역
- 백수진 : 아나운서 7 역
- 김수우 : 접대부 역

## 일본판 성우진
- 카네모토 료스케: 이탕(최우식)
- 미카미 사토시: 장난감(손석구)
- 아라이 유우키: 송촌(이희준)
- 오치아이 후쿠시: 노빈(김요한)
- 엔 시탄: 경환(최선우)
- 키쿠치 미치타케: 정강효(박지한)
- 카무라 미레이: 은선(정회린)
- 와타나베 유카리: 이탕 모(오민애)
- 소마 코이치: 이탕 부(허선행)
- 사쿠라바 아리사: 이영(김민주)
- 카시노 마사토시: 안용재(권다함)
- 노가와 마사시: 박충진(현봉식)
- 나카노 유타카: 형사과장(박경근)
- 나카무라 카즈마사: 문명준(이지훈)
- 사쿠라바 아리사: 이유정(오혜원)
- 사쿠라바 아리사: 선여옥(정이서)
- 미야자키 유우: 강재준(서재권)
- 이와나카 무츠키: 이진성(백유성)
- 마루나카 코우지: 지경배 검사(남진복)
- 소마 코이치: 이광훈(문영동)
- 마츠모토 사라: 강연서(이소원)
- 이야케 타카히로: 강상묵(이중옥)
- 마츠모토 사라: 최경아(임세주)
- 타마이 유우키: 형정국(승의열)
- 노자와 소우: 장갑수(이주원)
- 쿠와바라 아키라: 신정희(양말복)
- 마츠모토 사라: 미영(오우리)

## 수상 목록
- 2025년 제23회 디렉터스 컷 어워즈 시리즈 부문 새로운 남자 배우상 (김요한)
- 2025년 제23회 디렉터스 컷 어워즈 시리즈 부문 남자 배우상 (이희준)
- 2025년 제23회 디렉터스 컷 어워즈 시리즈 부문 감독상 (이창희)

## 참고 사항
- 장난감 아역배우 강지석은 tvN 토일 드라마 《아라문의 검》 이후로 1년 만에 재회하여 캐스팅 되었다.
- 이지훈은 2023년에 개봉한 영화 《범죄도시3》 이후로 1년 만에 재회하여 캐스팅 되었다.